# Alchemilla hirsuta
Alchemilla hirsuta é uma espécie de rosácea do gênero Alchemilla, pertencente à família Rosaceae.